# Liste der Baudenkmale in Zierow
In der Liste der Baudenkmale in Zierow sind alle denkmalgeschützten Bauten der mecklenburgischen Gemeinde Zierow und ihrer Ortsteile aufgelistet. Grundlage ist die Veröffentlichung der Denkmalliste des Kreises Nordwestmecklenburg mit dem Stand vom 16. September 2020. 

## Baudenkmale nach Ortsteilen

### Zierow
| ID   | Lage            | Bezeichnung                     | Beschreibung | Bild |
| ---- | --------------- | ------------------------------- | ------------ | ---- |
| 1508 | Lindenstraße 15 | Gutshaus m. Park, Feldscheune   |              |      |
| 1509 | Lindenstraße 17 | Wappenrelief am ehem. Forsthaus |              |      |

## Quelle
- Denkmalliste des Landkreises Nordwestmecklenburg (Stand: 9. November 2023; PDF, 1,2 MByte)